# Моцарт кугел
„Моцарт кугел“ (на немски: Mozartkugel) е малко, кръгло сладкарско изделие от марципан, нуга и черен шоколад. Създаден е през 1890 г. в Залцбург от Пал Фюрст и получава това име в част на австрийския композитор Волфганг Амадеус Моцарт. От тогава тези бонбони се произвеждат от различни производители и по различни рецепти. Някои от тях са ръчна изработка, други се произвеждат промишлено.

## История
Създадени са от Пал Фюрст, който се заселва в Залцбург през 1884 г., като първите бонбони са наречени „Моцарт бонбон“. През 1890 г. създава фабриката „Фюрст“, която продължава да произвежда бонбоните и до днес.

## Рецепта
Оригиналната рецепта за производството им е: най-напред се взима ядка шамфъстък, покрива се със слой марципан и нуга, след което се поставя на малка дървена пръчка и се покрива с черен шоколад. След това пръчката се изправя вертикално и се оставя шоколада да се охлади и втвърди. Пръчката се отстранява, а дупчицата се запълва с шоколад. Накрая се увива в алуминиево фолио. Бонбоните се запазват свежи в продължение за около осем седмици при стайна температура.

## Права
Следкато започват да се появяват на пазара имитации на бонбоните Фюрст започва съдебен процес, за да регистрира търговска марка. Той завършва със споразумение, което задължава конкурентите му да използват различни имена. Фирмата Мирабел произвежда бонбони с името „Real Salzburg Mozartkugeln“. Баварският производител „Ребер“ използва името „Real Reber Mozartkugeln“. След спор между „Фюрст“ и „Нестле“, през 1996 г. съда решава, че само бонбоните на „Фюрст“ могат да се наричат „Original Salzburg Mozartkugeln“.

### Спор между Мирабел и Ребер
В края на 1970-те години възниква спор между производителите „Мирабел“ и „Ребер“ за търговската марка. Постигнато е временно споразумение през 1981 г., според което само „Мирабел“ имат право даизползват надписа „Mozartkugeln“. Ребер успява да го оспори и споразумението е обявено за недействително. За това „Ребер“ използва названието Genuine Reber Mozart-Kugeln с тире между думите. Само бонбоните на „Мирабел“ могат да са с формата на топче, докато на другите производители трябва долната страна на бонбоните да е плоска.